# Brachystegia eurycoma
Brachystegia eurycoma Harms è una pianta della famiglia delle Fabacee (sottofamiglia Detarioideae), nativa dell'Africa.

## Distribuzione e habitat
La specie è presente in Camerun, Gabon e Nigeria.